# Лагунас (Оахака)
Лагунас (исп. Lagunas) — промышленный город в Мексике, штат Оахака, муниципалитет Эль-Баррио-де-ла-Соледад. Численность населения, по данным переписи 2010 года, составила 390 человек. В 2005 году численность составляла 3 817 человек, но сюда же входили, расположенные в непосредственной близости — Колония-Прогресо и Ниса-Конехо.

## История
2 ноября 1942 года здесь был основан цементный завод фирмы Ла Крус Асуль (исп. Cooperativa La Cruz Azul S.C.L.). Практически сразу был основан и рабочий посёлок.

## Примечания

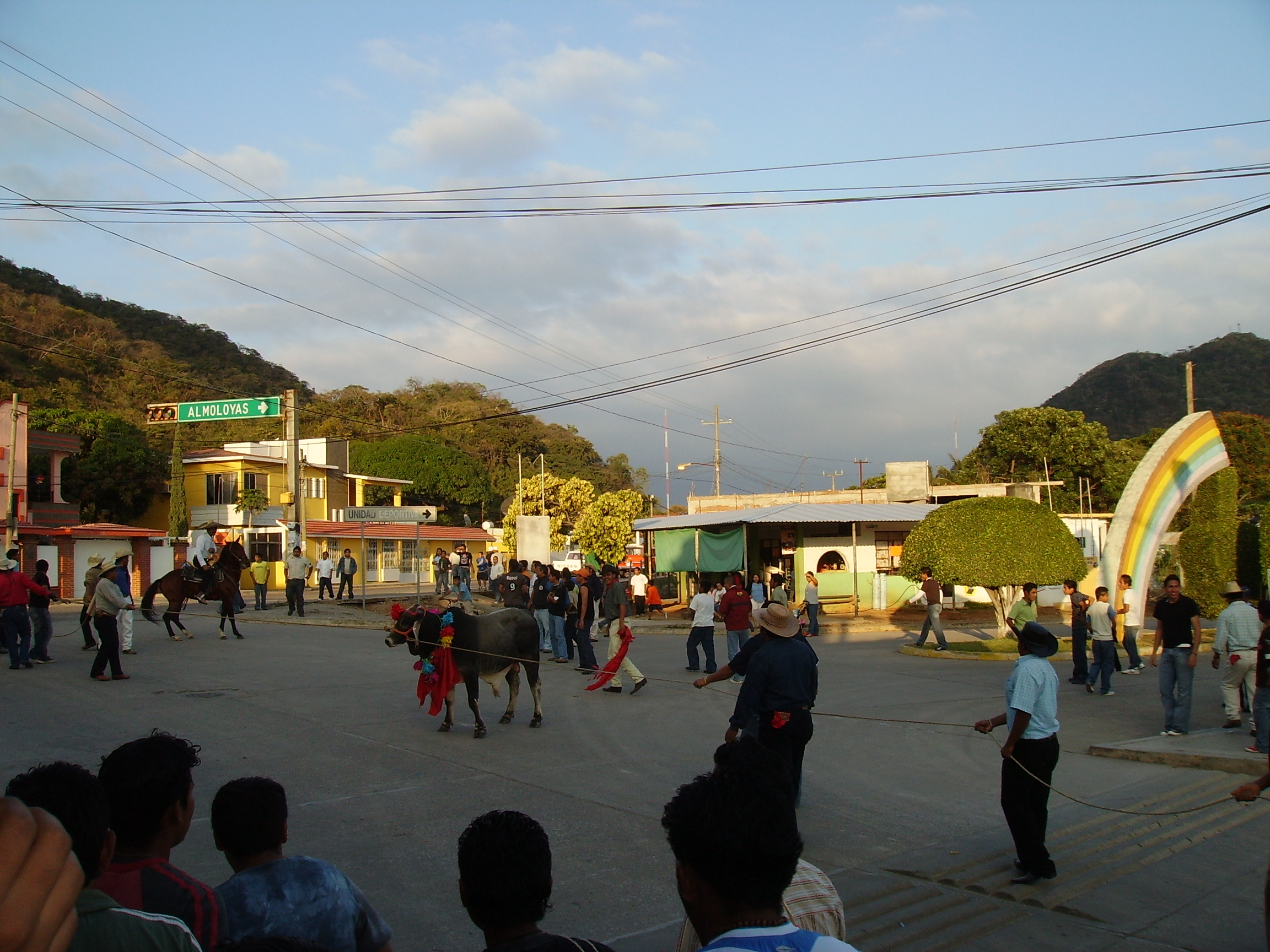
Народные гулянья в Лагунасе